# Szwecja na Zimowych Igrzyskach Olimpijskich 1994
Szwecję na Zimowych Igrzyskach Olimpijskich 1994 reprezentowało 84 zawodników. Był to siedemnasty start Szwecji na zimowych igrzyskach olimpijskich.

## Zdobyte medale
| Medal  | Zawodnik | Dyscyplina sportowa   | Konkurencja               |
| ------ | --- | --------------------- | ------------------------- |
| Złoto  | Pernilla Wiberg | Narciarstwo alpejskie | Kombinacja kobiet         |
| Złoto  | Håkan Algotsson Jonas Bergqvist Charles Berglund Andreas Dackell Christian Due-Boje Niklas Eriksson Peter Forsberg Roger Hansson Roger Johansson Jörgen Jönsson Tomas Jonsson Kenny Jönsson Patrik Juhlin Patric Kjellberg Håkan Loob Mats Näslund Leif Rohlin Daniel Rydmark Tommy Salo Fredrik Stillman Magnus Svensson Stefan Örnskog | Hokej na lodzie       | Mężczyźni                 |
| Srebro | Marie Lindgren | Narciarstwo dowolne   | Skoki akrobatyczne kobiet |

## Wyniki reprezentantów Szwecji

### Biathlon
Mężczyźni
- Leif Andersson

bieg indywidualny – 25. miejsce
- Per Brandt

sprint – 38. miejsce
bieg indywidualny – 27. miejsce
- Ulf Johansson

sprint – 20. miejsce
bieg indywidualny – 42. miejsce
- Glenn Olsson

bieg indywidualny – 66. miejsce
- Per Brandt
Mikael Löfgren
Leif Andersson
Ulf Johansson

sztafeta – 11. miejsce
Kobiety
- Catarina Eklund

sprint – 59. miejsce
bieg indywidualny – 60. miejsce
- Christina Eklund

sprint – 67. miejsce
bieg indywidualny – 58. miejsce
- Maria Schylander

bieg indywidualny – 46. miejsce
- Eva-Karin Westin

sprint – 60. miejsce
- Eva-Karin Westin
Catarina Eklund
Maria Schylander
Heléne Dahlberg

sztafeta – 9. miejsce

### Biegi narciarskie
Mężczyźni
- Anders Bergström

30 km stylem dowolnym – 22. miejsce
- Henrik Forsberg

30 km stylem dowolnym – 12. miejsce
- Mathias Fredriksson

30 km stylem dowolnym – 23. miejsce
- Niklas Jonsson

10 km stylem klasycznym – 30. miejsce
50 km stylem klasycznym – 27. miejsce
- Christer Majbäck

10 km stylem klasycznym – 19. miejsce
Bieg łączony – 23. miejsce
50 km stylem klasycznym – 6. miejsce
- Torgny Mogren

10 km stylem klasycznym – 27. miejsce
30 km stylem dowolnym – 24. miejsce
- Jan Ottosson

10 km stylem klasycznym – 14. miejsce
Bieg łączony – 15. miejsce
50 km stylem klasycznym – 18. miejsce
- Jan Ottosson
Christer Majbäck
Anders Bergström
Henrik Forsberg

sztafeta – 6. miejsce
Kobiety
- Annika Evaldsson

5 km stylem klasycznym – 25. miejsce
Bieg łączony – 29. miejsce
15 km stylem dowolnym – 29. miejsce
- Anna Frithioff

5 km stylem klasycznym – 17. miejsce
Bieg łączony – 37. miejsce
30 km stylem klasycznym – 13. miejsce
- Anna-Lena Fritzon

5 km stylem klasycznym – 35. miejsce
Bieg łączony – 25. miejsce
15 km stylem dowolnym – 19. miejsce
- Lis Frost

30 km stylem klasycznym – 28. miejsce
- Antonina Ordina

5 km stylem klasycznym – 10. miejsce
Bieg łączony – 9. miejsce
15 km stylem dowolnym – 7. miejsce
30 km stylem klasycznym – 11. miejsce
- Marie-Helene Östlund

15 km stylem dowolnym – 17. miejsce
30 km stylem klasycznym – 12. miejsce
- Anna Frithioff
Marie-Helene Östlund
Anna-Lena Fritzon
Antonina Ordina

sztafeta – 6. miejsce

### Bobsleje
Mężczyźni
- Fredrik Gustafsson
Hans Byberg

Dwójki – 22. miejsce
- Fredrik Gustafsson
Jörgen Kruse
Lennart Westermark
Hans Byberg

Czwórki – 17. miejsce

### Hokej na lodzie
Mężczyźni
- Håkan Algotsson, Jonas Bergqvist, Charles Berglund, Andreas Dackell, Christian Due-Boje, Niklas Eriksson, Peter Forsberg, Roger Hansson, Roger Johansson, Jörgen Jönsson, Tomas Jonsson, Kenny Jönsson, Patrik Juhlin, Patric Kjellberg, Håkan Loob, Mats Näslund, Leif Rohlin, Daniel Rydmark, Tommy Salo, Fredrik Stillman, Magnus Svensson, Stefan Örnskog –

### Łyżwiarstwo szybkie
Mężczyźni
- Per Bengtsson

5000 m – 14. miejsce
10 000 m – 16. miejsce
- Magnus Enfeldt

500 m – 34. miejsce
1000 m – 23. miejsce
- Hans Markström

500 m – 25. miejsce
1000 m – 29. miejsce
- Jonas Schön

5000 m – 12. miejsce
10 000 m – 8. miejsce
Kobiety
- Jasmin Krohn

3000 m – 20. miejsce

### Narciarstwo alpejskie
Mężczyźni
- Mats Ericson

slalom – 13. miejsce
- Thomas Fogdö

slalom – 5. miejsce
- Tobias Hellman

supergigant – 19. miejsce
gigant – DNF
slalom – DNF
kombinacja – 13. miejsce
- Patrik Järbyn

zjazd – 34. miejsce
supergigant – 18. miejsce
gigant – DNF
kombinacja – DNF
- Fredrik Nyberg

zjazd – 32. miejsce
supergigant – 25. miejsce
gigant – 18. miejsce
kombinacja – 8. miejsce
- Johan Wallner

gigant – 25. miejsce
slalom – DNF
Kobiety
- Kristina Andersson

gigant – DNF
slalom – 19. miejsce
- Erika Hansson

zjazd – 34. miejsce
supergigant – 27. miejsce
gigant – DNF
slalom – DNF
kombinacja – 11. miejsce
- Ylva Nowén

gigant – DNF
- Christina Rodling

slalom – 13. miejsce
- Pernilla Wiberg

zjazd – 9. miejsce
supergigant – 4. miejsce
gigant – DNF
slalom – 4. miejsce
kombinacja – 

### Narciarstwo dowolne
Mężczyźni
- Mats Johansson

skoki akrobatyczne – 8. miejsce
- Anders Jonell

jazda po muldach – 11. miejsce
- Jörgen Pääjärvi

jazda po muldach – 5. miejsce
- Leif Persson

jazda po muldach – 12. miejsce
- Fredrik Thulin

jazda po muldach – 10. miejsce
Kobiety
- Liselotte Johansson

skoki akrobatyczne – 14. miejsce
- Marie Lindgren

jazda po muldach – 
- Helena Waller

jazda po muldach – 17. miejsce

### Saneczkarstwo
Mężczyźni
- Mikael Holm

jedynki – 12. miejsce
- Anders Söderberg

jedynki – 13. miejsce
- Bengt Walden

jedynki – 17. miejsce
- Hans Kohala
Carl-Johan Lindqvist

dwójki – 13. miejsce

### Short track
Mężczyźni
- Martin Johansson

500 m – 7. miejsce
1000 m – 17. miejsce

### Skoki narciarskie
Mężczyźni
- Fredrik Johansson

Skocznia normalna – 43. miejsce
Skocznia duża – 40. miejsce
- Mikael Martinsson

Skocznia normalna – 23. miejsce
Skocznia duża – 34. miejsce
- Johan Rasmussen

Skocznia duża – 41. miejsce
- Staffan Tällberg

Skocznia normalna – 34. miejsce
Skocznia duża – 56. miejsce
- Magnus Westman

Skocznia normalna – 53. miejsce
- Mikael Martinsson
Staffan Tällberg
Johan Rasmussen
Fredrik Johansson

drużynowo – 10. miejsce